# セリー・オーク駅
セリー・オーク駅（セリー・オークえき、英語:Selly Oak station）は、イングランド中部バーミンガムの南西郊セリー・オークにある鉄道駅。南方のレディッチから、バーミンガム・ニューストリート駅を経由して北方のリッチフィールドに至るクロス・シティ線の駅である。
この駅はミッドランド鉄道の支線であるバーミンガム・ウェスト・サバーバン鉄道の駅として1876年に開業した。当時、駅周辺のセリー・オークとボーンブルックは、郊外住宅地区として発展を始めたばかりだった。この駅はその後、大きく手が加えられており、今日ではミッドランド鉄道時代の施設は残っていない。1978年、現在のクロス・シティ線として鉄道が再開された際に、この駅も、沿線の他の駅とともに完全に施設が造り直された。
現在、この駅に停車するのはクロス・シティ線の電車（323形を使用）だけである。歩行者と車両のアクセスは、Bristol Road（A38）から Heeley Road を経ることになる。駅と軌道は、盛土の上に設けられている。ウェスト・ミッドランズ交通局の管轄で、運賃ゾーンは2に属する。
近年に至り、駅の用地は拡張されて新たに93台分の無料駐車場が設けられ、セリー・オーク駅は新たなパーク・アンド・ライドの接続点となっている。プラットホーム間の移動は屋根付きの跨線橋があるが、車椅子や階段が使えない乗客は、A38までいったん出て反対側のホームへ回る必要がある。跨線橋からは、ボーンブルックやバーミンガム大学、さらにはバーミンガム市中心部が眺望できる。
セリー・オーク駅には、当時のセントラル・トレインズによって2006年に設置されたリアルタイムで運行情報を表示する出発案内板がある。このほか、自動券売機2台と、切符売り場の窓口2つが設けられている。

## 利用状況
- 2004-05年 -   80万人
- 2005-06年 -  89万7千人
- 2006-07年 -  102万4千人
- 2007-08年 -  111万3千人
- 2008-09年 -  157万8千人

## 隣の駅
■ウェスト・ミッドランズ・レールウェイ（ウェスト・ミッドランズ・トレインズ）
ユニバーシティ駅 (イギリス) - セリー・オーク駅 - ボーンビル駅